# Senad Tiganj
Senad Tiganj, slovenski nogometaš, * 28. avgust 1975, Jesenice.
Šenčurja je člansko kariero začel pri klubu NK Svoboda leta 1993. V slovenski ligi je igral še za klube NK Korotan, NK Mura, NK Olimpija, NK Drava, NK Aluminij, NK Olimpija (2005) in ob koncu kariere za NK Šenčur. Skupno je v slovenski prvi ligi odigral 159 prvenstvenih tekem in dosegel 52 golov. Igral je tudi za klube v avstrijski, nemški, hrvaški, izraelski in ukrajinski ligi. 
Za slovensko reprezentanco je odigral štiri uradne tekme in dosegel en gol, udeležil se je tudi Svetovnega prvenstva 2002, ko je nastopil na tekmi proti paragvajski reprezentanci. Edini reprezentančni gol je dosegel ob debiju na kvalifikacijski tekmi proti reprezentanci Ferskih otokov.